# Severino Minelli
Severino Minelli (6. září 1909, Küsnacht – 23. září 1994) byl švýcarský fotbalista a trenér. Hrál obránce, především za Grasshopper Club Zürich. Hrál na MS 1934 a 1938.

## Hráčská kariéra
Severino Minelli hrál obránce za Servette Ženeva, Grasshopper Club Zürich a FC Zürich.
V reprezentaci hrál 80 zápasů. To bylo na tu dobu hodně. V té době to byl světový rekord. V roce 1940 svým 70. zápasem překonal Uruguayce Ángela Romana a sám byl překonán v roce 1956 Maďarem Ferencem Puskásem. Ve Švýcarsku byl překonán až v roce 1987 Heinzem Hermannem. Minelli hrál na MS 1934 a 1938.
Minelli hrál na postu libera v systému catenaccio vymyšleném trenérem Karlem Rappanem, a to v Grasshopperu i reprezentaci.

## Trenérská kariéra
Minelli trénoval FC Zürich a švýcarskou reprezentaci.

## Úspěchy
Servette
- Švýcarská liga (1): 1929-1930

Grasshopper
- Švýcarská liga (5): 1930-1931, 1936-1937, 1938-1939, 1941-1942, 1942-1943
- Švýcarský pohár (8): 1931-1932, 1933-1934, 1936-1937, 1937-1938, 1939-1940, 1940-1941, 1941-1942, 1942-1943